# Обехув
Обехув (пол. Obiechów) — село в Польщі, у гміні Слупія Єнджейовського повіту Свентокшиського воєводства.
Населення — 242 особи (2011).
У 1975-1998 роках село належало до Келецького воєводства.

## Демографія
Демографічна структура на день 31 березня 2011 року:
|          | Загалом | Допрацездатний вік | Працездатний вік | Постпрацездатний вік |
| -------- | ------- | ------------------ | ---------------- | -------------------- |
| Чоловіки | 116     | 29                 | 69               | 18                   |
| Жінки    | 126     | 36                 | 61               | 29                   |
| Разом    | 242     | 65                 | 130              | 47                   |